# Ängestjärnen (Degerfors socken, Västerbotten, 712098-168508)
Ängestjärnen är en sjö i Vindelns kommun i Västerbotten och ingår i Umeälvens huvudavrinningsområde. Sjön har en area på 0,0528 kvadratkilometer och ligger 265 meter över havet.

## Delavrinningsområde
Ängestjärnen ingår i det delavrinningsområde (711941-168452) som SMHI kallar för Mynnar i Bjurfors N Dämningsomr. Medelhöjden är 246 meter över havet och ytan är 11,64 kvadratkilometer. Det finns inga avrinningsområden uppströms utan avrinningsområdet är högsta punkten. Vattendraget som avvattnar avrinningsområdet har biflödesordning 2, vilket innebär att vattnet flödar genom totalt 2 vattendrag innan det når havet efter 73 kilometer. Avrinningsområdet består mestadels av skog (80 procent). Avrinningsområdet har 0,2 kvadratkilometer vattenytor vilket ger det en sjöprocent på 1,7 procent.